# Yusuke Kobayashi
Ne doit pas être confondu avec Yūsuke Kobayashi.
Yusuke Kobayashi (小林 祐介, Kobayashi Yusuke) est un footballeur japonais né le 23 octobre 1994. Il évolue au poste de milieu défensif.

## Biographie
En 2015, il participe à la Ligue des champions d'Asie avec le club du Kashiwa Reysol. Lors de cette compétition, il inscrit en huitièmes de finale un but contre l'équipe sud-coréenne du Suwon Bluewings. Le Kashiwa Reysol est éliminé en quart de finale par le club chinois du Guangzhou Evergrande, futur vainqueur de l'épreuve.